# Phialella
Famille
Genre
Phialella est un genre d'hydroméduses, le seul de la famille des Phialellidae, au sein de l'ordre des Anthoathecatae. 

## Liste des espèces
Selon World Register of Marine Species (21 février 2019) :
- Phialella belgicae (Hartlaub, 1904)
- Phialella chilensis (Hartlaub, 1905)
- Phialella chiquitita (Millard, 1959)
- Phialella dissonema (Haeckel, 1879)
- Phialella falklandica Browne, 1902
- Phialella fragilis (Uchida, 1938)
- Phialella macrogona Xu, Huang & Wang, 1985
- Phialella parvigastra (Mayer, 1900)
- Phialella quadrata (Forbes, 1848)
- Phialella xiamenensis Huang, Xu, Lin & Guo, 2010
- Phialella zappai Boero, 1987

## Publications originales
- Browne, 1902 : A preliminary report on Hydromedusae from the Falkland Islands. Annals and Magazine of natural History, sér. 7, vol. 9, pp. 272-284 (texte intégral) (en).
- Russell, 1953 : The medusae of the British Isles. Anthomedusae, Leptomedusae, Limnomedusae, Trachymedusae and Narcomedusae, pp. 1-530 (en).